# Brás Cubas

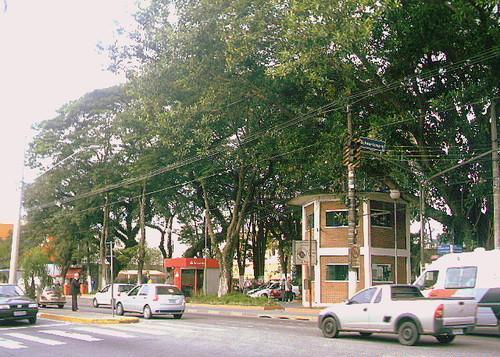
Gata i Brás Cubas.

Brás Cubas är ett distrikt i kommunen Mogi das Cruzes (en förort till São Paulo) i delstaten São Paulo i Brasilien. Folkmängden uppgick till 104 937 invånare vid folkräkningen 2010.